# Provincia de Shima
La provincia de Shima (志摩国 Shima no kuni) fue una provincia japonesa que se encontraba en una península al sureste de la actual prefectura de Mie. Su nombre abreviado fue Shishū (志州). Shima bordeaba con la provincia de Ise al oeste y con la bahía de Ise al norte, este y sur. Coincide aproximadamente con los actuales municipios de Shima y Toba.
Shima fue una de las provincias de Tōkaidō. Bajo el sistema de clasificación Engishiki, Shima era considerada como un "país inferior" (下国) en términos de importancia y un "país cercano" (近国) en términos de distancia a la capital.